# Campeonato Gaúcho 1952
In 1952 werd het 32ste Campeonato Gaúcho gespeeld voor voetbalclubs uit de Braziliaanse staat Rio Grande do Sul.Er werden regionale competities gespeeld en de kampioenen ontmoetten elkaar in de finaleronde die gespeeld werd van 28 december 1952 tot 1 februari 1953. Internacional werd kampioen. 

## Eindstand
| Plaats | Club              | Wed. | W | G | V | Saldo | Ptn. |
| ------ | ----------------- | ---- | - | - | - | ----- | ---- |
| 1.     | Internacional     | 6    | 5 | 0 | 1 | 12:4  | 10   |
| 2.     | Floriano          | 6    | 2 | 2 | 2 | 12:10 | 6    |
| 3.     | Brasil de Pelotas | 6    | 2 | 1 | 3 | 11:10 | 5    |
| 4.     | 14 de Julho       | 6    | 1 | 2 | 3 | 6:17  | 4    |

## Kampioen
| Campeonato Gaúcho de 1952          |
| Porto Alegre                       |
| ---------------------------------- |
| INTERNACIONAL Kampioen (13° titel) |